# Antonin Igau
Antonin Igau né le 9 janvier 2000, est un joueur de hockey sur gazon français. Il évolue au poste d'attaquant au Royal Antwerp HC, en Belgique et avec l'équipe nationale française.
Il a remporté la médaille de bronze lors de la Coupe du monde des moins de 21 ans en 2021.

## Carrière

### Championnat d'Europe
- Top 8 : 2021[5]

### Coupe du monde (moins de 21 ans)
- : 2021